# Claude Obsomer
Claude Obsomer, né à Tournai en 1963, est un égyptologue belge.

## Biographie
Il enseigne l'égyptien hiéroglyphique depuis 1995 à l'université catholique de Louvain (UCLouvain) et a enseigné de 1998 à 2009 à l’institut catholique de Paris (École des langues et civilisations de l’Orient ancien). Depuis 2008, il initie au grec ancien les étudiants de l'université de Namur. Il a été responsable des programmes de langues et littératures anciennes (classiques et orientales) à l'UCLouvain de 2011 à 2014.
Ses recherches portent sur des questions aussi diverses que la littérature du Moyen Empire (Conte de Sinouhé, Instructions d'Amenemhat, etc.), les relations de l'Égypte avec la Nubie (Ancien et Moyen Empire), les modalités de la succession royale (démonstration de l'inanité de corégences), les textes grecs relatifs à l'histoire et aux monuments égyptiens (Hérodote, Diodore et Manéthon), la bataille de Qadesh de Ramsès II. Il a également étudié les labyrinthes antiques et le mythe de Thésée et du Minotaure.
Il est l'auteur d'une série pédagogique intitulée « Égyptien hiéroglyphique » publiée en 2009 (grammaire, cahier d'exercices et méthode interactive sur DVD), ainsi que d'une étude du règne de Ramsès II parue en 2012 chez Pygmalion, dans la collection « Les Grands Pharaons » dirigée par Pierre Tallet. Une étude détaillée des itinéraires des troupes de Ramsès II lors de la campagne de Qadesh a été publiée en 2016, avec notamment des solutions quant à la fameuse question des n'arins de Pharaon. Les stèles nubiennes de l'an 16 de Sésostris III ont fait l'objet d'une nouvelle étude philologique et historique en 2017, qui comprend la publication d'une nouvelle édition de la stèle d'Ouronarti. En 2020 et 2021, une étude approfondie sur le Naufragé a été menée et publiée. En 2023, une étude sur l'histoire d'Égypte telle que les frères Champollion l'ont conçue est en voie de publication.

## Publications (sélection)
- Le récit du Naufragé. Texte, traduction et interprétation, Bruxelles, Safran (éditions), coll. « Textes égyptiens (TEG) », 2021 (ISBN 978-2-87457-129-9, lire en ligne) ;
- « Dieu de l'orage dans l'Antiquité méditerranéenne : Deux allusions à Seth dans des textes littéraires du Moyen Empire », Homo Religiosus, Brepols, II no 17),‎ 2017, p. 99-108 (lire en ligne) ;
- « Sésostris III et la frontière de Semna : une analyse des stèles nubiennes de l’an 16 », BABELAO, no 6,‎ 2017, p. 1-38 (lire en ligne) ;
- Christina Karlshausen et Claude Obsomer, De la Nubie à Qadech. La guerre dans l'Égypte ancienne : La bataille de Qadech de Ramsès II : les n‘arin, sekou tepy et questions d'itinéraires, Bruxelles, Safran (éditions), coll. « Connaissance de l'Égypte Ancienne », 2016 (lire en ligne), p. 85-174 ;
- Hieroglyphic Egyptian. A Practical Grammar of Middle Egyptian, Bruxelles, Safran (éditions), coll. « Langues et cultures anciennes », 2015 (lire en ligne) ;
- « À propos de deux passages du Grand Hymne à Aton (colonnes 2-3 et 6-7) », BABELAO, no 4,‎ 2015, p. 1-24 (lire en ligne) ;
- « L'Égypte vue par les premiers « reporters » de l'Histoire : Hérodote, Diodore de Sicile, Strabon et Pline l'Ancien », dans Fl. Quentin, Le livre des Égyptes, Paris, 2015, p. 124-138 ;
- « L’Atlantide d’après le Timée de Platon », dans Ch. Cannuyer, L'île, Regards orientaux (Acta Orientalia Belgica, XXVI), Lille, 2013, p. 33-42 ;
- Ramsès II, Paris, Pygmalion, coll. « Les grands pharaons », 2012, 560 p. ;
- Égyptien hiéroglyphique. Grammaire pratique du moyen égyptien (nouvelle édition), Bruxelles, Safran (éditions), coll. « Langues et cultures anciennes », 2009 (lire en ligne) ;
- Égyptien hiéroglyphique. Méthode interactive d'apprentissage (DVD), Bruxelles, Safran (éditions), coll. « Langues et cultures anciennes », 2009 (lire en ligne) ;
- Égyptien hiéroglyphique. Exercices d’application, Bruxelles, Safran (éditions), coll. « Langues et cultures anciennes », 2009 (ISBN 978-2-87457-027-8, lire en ligne) ;
- « Les expéditions d'Herkhouf (VIe dynastie) et la localisation de Iam », dans M.-C. Bruwier, Pharaons Noirs. Sur la piste des 40 jours, Mariemont , 2007, p. 39-52 ;
- « L'empire nubien des Sésostris : Ouaouat et Kouch sous la XIIe dynastie », dans M.-C. Bruwier, Pharaons Noirs. Sur la piste des 40 jours, Mariemont , 2007, p. 53-75 ;
- « Littérature et politique sous le règne de Sésostris Ier. L’Enseignement d’Amenemhat, l’Enseignement loyaliste et le Roman de Sinouhé », Égypte Afrique & Orient, no 37,‎ mars 2005, p. 33-64 ;
- Égyptien hiéroglyphique. Grammaire pratique du moyen égyptien et exercices d'application (première édition), Bruxelles, Safran (éditions), coll. « Langues et cultures anciennes », 2003 (ISBN 2-9600371-1-1, lire en ligne) ;
- « Récits et images de la bataille de Qadech. En quoi Ramsès II transforma-t-il la réalité ? », dans L. Van Ypersele, Imaginaires de guerre, Louvain-la-Neuve, 2003, p. 339-367 ;
- « Hérodote II 148 à l’origine du terme Labyrinthos ? La Minotauromachie revisitée », dans Y. Duhoux, Briciaka. A Tribute to W.C. Brice (Cretan Studies, 9), 2003, p. 105-186, pl. XIX-XXX ;
- « Sésostris III et Amenemhat III : une succession royale avec ou sans corégence ? », dans T.A. Bacz, A Tribute to Excellence. Studies offered in Honor of Erno Gaal, Ulrich Luft, Laszlo Torok, Budapest, 2002, p. 373-392 ;
- « Les principes du calendrier égyptien et son utilité pour la chronologie absolue », dans J. Le Goff, J. Lefort, P. Mane, Les Calendriers. Leurs enjeux dans l'espace et dans le temps, Paris, 2002, p. 97-110 ;
- « Sinouhé l'Égyptien et les raisons de son exil », Le Muséon, tome 112, 1999, p. 207-271 ;
- « Hérodote et les prêtres de Memphis », dans Egyptian Religion. The Last Thousand Years. Studies Dedicated to the Memory of Jan Quaegebeur (OLA, 85.2), Leuven, 1998, p. 1423-1442 ;
- Sésostris Ier, Étude chronologique et historique du règne, Bruxelles, Safran (éditions), coll. « Connaissance de l'Égypte Ancienne », 1995 (lire en ligne) (ISBN 2-87268-004-7) (épuisé), CD-Rom :  (ISBN 2-9600469-4-3) ;
- « Hérodote, Strabon et le mystère du labyrinthe d'Égypte », p. 221-333, Amosiadès. Mélanges Vandersleyen, Université catholique de Louvain, Louvain-la-Neuve, 1992 ;
- Les campagnes de Sésostris dans Hérodote. Essai d'interprétation du texte grec à la lumière des réalités égyptiennes, Bruxelles, Safran (éditions), coll. « Connaissance de l'Égypte Ancienne », 1989 (ISBN 2-87268-000-4, lire en ligne).

## Prix
- 2008, Prix Wernaers, obtenu pour son DVD-ROM : Égyptien hiéroglyphique. Méthode interactive d'apprentissage, publié chez Safran (éditions). Ce prix a récompensé l’auteur pour la recherche et la diffusion des connaissances.